# Lijst van typisch Nederlandse gerechten en lekkernijen
Op deze pagina staat een (incomplete) lijst van typisch Nederlandse gerechten en etenswaren, die oorspronkelijk uit Nederland komen, in Nederland of een deel daarvan populair zijn of waren, of in Nederland op een eigen manier worden gebruikt of bereid.

## A
- Amsterdamse ui
- Andijviestamppot
- Anijshagel
- Anijskrollen
- Appelbollen
- Appelflappen
- Appelmoes
- Appelprol
- Appelstroop
- Appeltaart
- Arnhemse meisjes
- Arretjescake

## B
- Balkenbrij
- Bamischijf
- Berenklauw
- Beschuit met muisjes
- Bieten
- Bietenstroop
- Bitterbal
- Bitterkoekje
- Blauwe bliksem
- Blote billetjes in het gras (of naakte kindertjes in het gras)
- Boerenjongens
- Boerenkool
- Boerenmeisjes
- Bolus
- Bokkenpootje
- Borstplaat
- Bossche bol
- Boterkoek
- Banket (staaf of letter)
- Brabantse koffietafel
- Brabants worstenbroodje
- Broeder (Jan in de zak) of poffert
- Broodpap
- Bruinebonensoep
- Brusselse Appels
- Bruine bonen met karnemelksaus

## C
- Chocoladepasta
- Chocoladeletter

## D
- Deventer koek
- Dikke koek
- Drabbelkoek
- Drachtster turf
- Drie-in-de-pan
- Drop
- Duivekater

## E
- Eierbal
- Eieren in een holletje
- Eierkoek
- Erwtensoep
- Evenveeltjes

## F
- Filet americain (als broodbeleg)
- Filosoof
- Fladderak
- Flensjestaart
- Fritessaus
- Frikandel
- Fryske dúmkes

## G
- Gelderse gekookte worst
- Gevulde koek
- Gortzak (Gelderland)
- Grolse moppen of Grolse kanonnetjes (Groenlo)
- Groninger koek

## H
- Haagse bluf
- Hardbrood
- Haagse Hopjes
- Hachee
- Hagelslag
- Hangop
- Hazenpeper
- Hemelse modder
- Hete bliksem of stamppotzoeteappeltjes
- Hollandse Nieuwe (maatjesharing)
- Honingkoek
- Hoofdkaas of zure Zult
- Hoornse broeder zie Broeder.
- Humkessoep
- Hutspot
- Huzarensalade

## I
- IJzerkoekje

## J
- Jan in de zak (zie Broeder)
- Joppiesaus
- Jodenkoek
- Janhagel

## K
- Kandeel (ook wel Zaan want uit Zaanstreek)
- Kaantjes
- Kaantkouke (Groningen)
- Kaassoufflé
- Kamper steur (eieren met mosterdsaus)
- Kandijkoek
- Kapsalon
- Kapucijners met speksaus
- Kermiskoek
- Ketelkoek (vergelijk Broeder)
- Kibbeling
- Kindertjesboter
- Kletskopje
- Kniepertie ook kniepertje
- Koffietafel
- Kokosbrood
- Komkommersla
- Koggetjes
- Kosterworst
- Koolwarmoes (Noord-Hollands)
- Krentenbol
- Krentenwegge
- Krentjebrij
- Kroket
- Krol
- Kruidnoten
- Kruudmoes
- Kuise zusterkoeken

## L
- Lammetjespap
- Lapskous
- Lekkerbekje
- Limburgse vlaai

## M
- Maasstroompjes
- Maatjesharing (Hollandse Nieuwe)
- Margrietbrood
- Melkmoes
- Metworst
- Mok moeder Mina
- Mollebonen
- Moorkop
- Mosterdsoep
- Muisjes

## N
- Nagelhout
- Nasischijf
- Nederlandse kaas
- Nonnevot

## O
- Oliebol
- Ontbijtkoek
- Oranjekoek
- Ossenworst
- Oudewijvenkoek

## P
- Pagarste (Drents, parelgort)
- Pannenkoeken
- Patatje oorlog
- Papstip
- Pepernoten
- Perenstroop
- Peren op de vleesketel
- Pindasaus (satésaus)
- Peultjes
- Poddik-in-de-tromme
- Poffert
- Poffertjes
- Pondkoek
- Proemenkreuze (Drents)
- Pruimencompote

## R
- Raasdonders
- Rabarber-smoor
- Radbodtumkes (Friesland)
- Rijstebrij
- Rijstekoekjes
- Rijsttafel
- Roggebrood
- Rolmops
- Rolpens
- Rommedoukes (Limburgse stinkkaas)
- Rookworst
- Roomstruif zie vierstruif
- Roze koek

## S
- Saucijzenbroodje
- Schapestaartjes
- Schokkerskost
- Slemp
- Sneeuwballen (appel-beignets)
- Snert
- Soezen
- Spakenburgs hart
- Speculaas
- Spekdik
- Spekkoek
- Stamppot
- Steernties
- Stimp-stamp (andijvie)
- Stip
- Stroopvet
- Stroopwafel
- Stumpelbonensoep (Overijsel en Gelderland: snijbonensoep)
- Suikerbrood
- Sukadekoek

## T
- Taaitaai
- Tête de veau
- Texelse rinkelkop
- Tijgerbrood
- Tompouce
- Tosti
- Twaalfuurtje

## U
- Uierboord

- Uitsmijter

## V
- Vanillevla
- Vierstruif of roomstruif
- Vijfschaft
- Vlaflip
- Vlaai
- Vlinderwafeltjes
- Volendammer zootje

## W
- Watergruwel
- Weerter vlaaitjes
- Weesper moppen
- Wentelteefje

## Y
- Yoghurt

## Z
- Zeeuwse bolus
- Zeeuws spek
- Zootje van paling
- Zuurkoolstamppot
- Zure mat
- Zuringpap
- Zuurvlees
- Zwartzuur van eend
- Zwolse balletjes